# Alectra

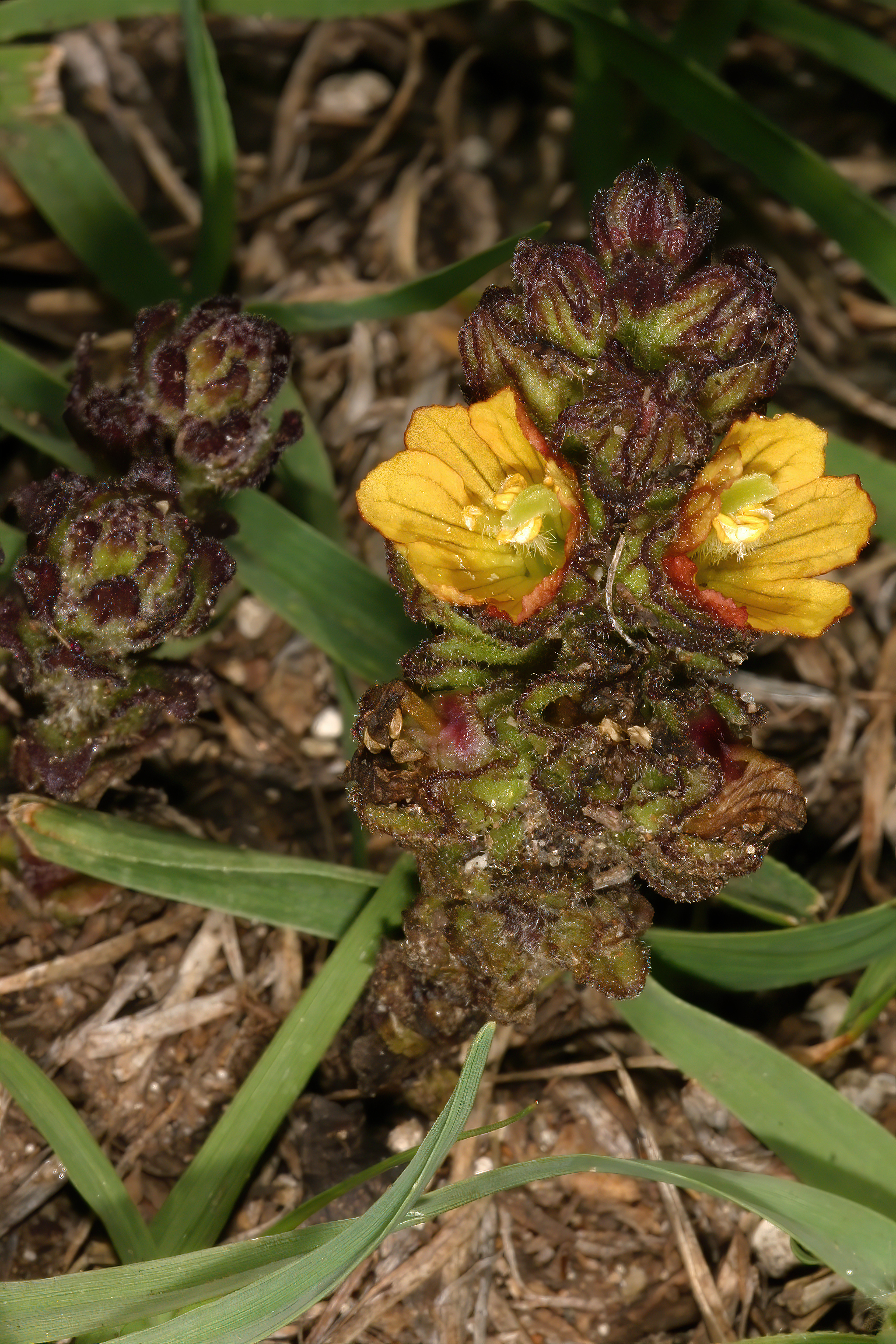
Alectra orobanchoides

Alectra – rodzaj roślin z rodziny zarazowatych (Orobanchaceae). Należą do niego 32 gatunki. Zasięg rodzaju obejmuje Afrykę Subsaharyjską i południową Azję. Są to rośliny pasożytujące na roślinach i grzybach (myko-heterotrofy). Niektóre powodują straty w uprawach, np. A. picta w uprawach motylkowatych. W obrębie rodzaju stwierdzono ewolucję od niewyspecjalizowanych półpasożytów do wyspecjalizowanych pasożytów całkowitych.

## Morfologia
PokrójPokryte sztywnymi włoskami rośliny zielne (roczne i byliny), też półkrzewy o drewniejącej nasadzie pędu oraz jeden gatunek krzewu (A. fruticosa). Pędy są prosto wzniesione, sztywne, podczas wysychania czarnieją.
LiścieSiedzące do krótkoogonkowych, naprzeciwległe z wyjątkiem kwiatostanu, w obrębie którego wyrastają skrętolegle. Blaszki od równowąskich do szerokojajowatych, zaostrzone, ząbkowane lub całobrzegie.
KwiatySiedzące i krótkoszypułkowe. Kielich dzwonkowaty, 5-działkowy, nagi lub owłosiony, nie powiększa się w czasie owocowania. Korona żółta do ciemnopomarańczowej z czerwonymi lub czerwonofioletowymi wzorami. Pręciki 4, dwusilne. Zalążnia jajowata lub kulista. Szyjka słupka długa, wygięta, zakończona długim, językowatym znamieniem.
OwoceTorebki otwierające się dwiema klapami, czasem dwudzielnymi. Zawierają liczne i drobne nasiona.

## Systematyka
Pozycja systematyczna
Rodzaj z plemienia Escobedieae z rodziny zarazowatych (Orobanchaceae).
Wykaz gatunków
- Alectra alectroides (S.Moore) Melch.
- Alectra atrosanguinea (Hiern) Hemsl.
- Alectra aurantiaca Hemsl.
- Alectra avensis (Benth.) Merr.
- Alectra bainesii Hemsl.
- Alectra basserei Berhaut
- Alectra basutica (E.Phillips) Melch.
- Alectra capensis Thunb.
- Alectra dolichocalyx Philcox
- Alectra dunensis Hilliard & B.L.Burtt
- Alectra fruticosa Eb.Fisch.
- Alectra glandulosa Philcox
- Alectra gracilis S.Moore
- Alectra hildebrandtii Eb.Fisch.
- Alectra hirsuta Klotzsch
- Alectra humbertii Eb.Fisch.
- Alectra lancifolia Hemsl.
- Alectra linearis Hepper
- Alectra lurida Harv.
- Alectra natalensis (Hiern) Melch.
- Alectra orobanchoides Benth.
- Alectra parasitica A.Rich.
- Alectra picta (Hiern) Hemsl.
- Alectra pseudobarleriae (Dinter) Dinter
- Alectra pubescens Philcox
- Alectra pumila Benth.
- Alectra rigida (Hiern) Hemsl.
- Alectra schoenfelderi Dinter & Melch.
- Alectra sessiliflora (Vahl) Kuntze
- Alectra stolzii Engl.
- Alectra thyrsoidea Melch.
- Alectra vogelii Benth.